# World Professional Darts Championship 1983
De Embassy World Professional Darts Championship 1983 was de 6e editie van het internationale dartstoernooi World Professional Darts Championship georganiseerd door de BDO en werd gehouden van 1 januari 1983 tot en met 8 januari 1983 in het Engelse Stoke-on-Trent.

## Prijzengeld
Het totale prijzengeld bedroeg £33.050,- (plus £52.000 voor een 9-darter (niet gewonnen)) en was als volgt verdeeld:
| Plaats        | Prijzengeld |
| ------------- | ----------- |
| Winnaar       | £8.000      |
| Runner-up     | £3.500      |
| Derde plaats  | £2.250      |
| Vierde plaats | £1.750      |
| Kwartfinalist | £1.200      |
| 2e ronde      | £700        |
| 1e ronde      | £400        |

Degene met de hoogste check-out (uitgooi) kreeg £750:
- onbekend

## Alle wedstrijden

### Voorronde (best of 3 sets)
| Dave Lee       | Wales         | - | John Buckley            | Ierland       | 2 - 0 |
| Peter Masson   | Schotland     | - | Len Heard               | USA           | 2 - 0 |
| Tony Ridler    | Wales         | - | Brent Bartholomew       | Nieuw-Zeeland | 2 - 0 |
| Andy Green     | USA           | - | Doug McCarthy           | Engeland      | 2 - 0 |
| Bob Sinnaeve   | Canada        | - | Jerry Umberger          | USA           | 1 - 2 |
| Tony Brown     | Engeland      | - | Tim Brown               | Australië     | 2 - 1 |
| Luc Marreel    | België        | - | Ralph Flatt             | Engeland      | 2 - 1 |
| Kevin Mullaney | USA           | - | John Joe O'Shea         | Ierland       | 2 - 0 |
| Roy Baillie    | Noord-Ierland | - | Peter Locke             | Wales         | 1 - 2 |
| Alan Evans     | Wales         | - | Alan Hill               | Nieuw-Zeeland | 2 - 0 |
| Stuart Holden  | Engeland      | - | Eddie Garrett           | Engeland      | 2 - 1 |
| Keith Deller   | Engeland      | - | Jack McKenna            | Ierland       | 2 - 0 |
| Tony Skuse     | Wales         | - | Barry Atkinson          | Australië     | 2 - 1 |
| Leighton Rees  | Wales         | - | James Gibbs             | Jamaica       | 2 - 0 |
| Rab Smith      | Schotland     | - | Gustaaf Demeulenmeester | België        | 2 - 1 |
| Steve Brennan  | Noord-Ierland | - | Russell Stewart         | Australië     | 2 - 0 |

### Eerste ronde (best of 3 sets)
| Dave Lee        | Wales     | - | Tony Holyoake   | Canada        | 2 - 1 |
| Eric Bristow    | Engeland  | - | Peter Masson    | Schotland     | 2 - 1 |
| Tony Ridler     | Wales     | - | Finn Jensen     | Denemarken    | 2 - 1 |
| Dave Whitcombe  | Engeland  | - | Andy Green      | USA           | 2 - 1 |
| Jerry Umberger  | USA       | - | Alan Glazier    | Engeland      | 2 - 0 |
| Tony Brown      | Engeland  | - | Bobby George    | Engeland      | 2 - 0 |
| Luc Marreel     | België    | - | Ceri Morgan     | Wales         | 2 - 0 |
| Stefan Lord     | Zweden    | - | Kevin Mullaney  | USA           | 2 - 1 |
| Terry O'Dea     | Australië | - | Peter Locke     | Wales         | 2 - 0 |
| John Lowe       | Engeland  | - | Alan Evans      | Wales         | 2 - 0 |
| Les Capewell    | Engeland  | - | Stuart Holden   | Engeland      | 2 - 1 |
| Keith Deller    | Engeland  | - | Nicky Virachkul | USA           | 2 - 1 |
| Paul Lim        | Singapore | - | Tony Skuse      | Wales         | 2 - 0 |
| Cliff Lazarenko | Engeland  | - | Leighton Rees   | Wales         | 2 - 0 |
| Kevin White     | Australië | - | Rab Smith       | Schotland     | 2 - 1 |
| Jocky Wilson    | Schotland | - | Steve Brennan   | Noord-Ierland | 2 - 0 |

### Tweede ronde (best of 5 sets)
| Dave Lee       | Wales     | - | Eric Bristow    | Engeland  | 2 - 3 |
| Tony Ridler    | Wales     | - | Dave Whitcombe  | Engeland  | 2 - 3 |
| Jerry Umberger | USA       | - | Tony Brown      | Engeland  | 0 - 3 |
| Luc Marreel    | België    | - | Stefan Lord     | Zweden    | 0 - 3 |
| Terry O'Dea    | Australië | - | John Lowe       | Engeland  | 2 - 3 |
| Les Capewell   | Engeland  | - | Keith Deller    | Engeland  | 1 - 3 |
| Paul Lim       | Singapore | - | Cliff Lazarenko | Engeland  | 1 - 3 |
| Kevin White    | Australië | - | Jocky Wilson    | Schotland | 0 - 3 |

### Kwartfinale (best of 7 sets)
| Eric Bristow    | Engeland | - | Dave Whitcombe | Engeland  | 4 - 3 |
| Tony Brown      | Engeland | - | Stefan Lord    | Zweden    | 4 - 1 |
| John Lowe       | Engeland | - | Keith Deller   | Engeland  | 3 - 4 |
| Cliff Lazarenko | Engeland | - | Jocky Wilson   | Schotland | 2 - 4 |

### Halve finale (best of 9 sets)
| Eric Bristow | Engeland | - | Tony Brown   | Engeland  | 5 - 1 |
| Keith Deller | Engeland | - | Jocky Wilson | Schotland | 5 - 3 |

### Derde plaats (best of 3 sets)
| Tony Brown | Engeland | - | Jocky Wilson | Schotland | 0 - 2 |

### Finale (best of 11 sets)
| Eric Bristow | Engeland | - | Keith Deller | Engeland | 5 - 6 |

World Cup Darts (WDF)

1977 · 1979 · 1981 · 1983 · 1985 · 1987 · 1989 · 1991 · 1993 · 1995 · 1997 · 1999 · 2001 · 2003 · 2005 · 2007 · 2009 · 2011 · 2013 · 2015 · 2017 · 2019 · 2021 · 2023
World Darts Championship (BDO)

1978 · 1979 · 1980 · 1981 · 1982 · 1983 · 1984 · 1985 · 1986 · 1987 · 1988 · 1989 · 1990 · 1991 · 1992 · 1993 · 1994 · 1995 · 1996 · 1997 · 1998 · 1999 · 2000 · 2001 · 2002 · 2003 · 2004 · 2005 · 2006 · 2007 · 2008 · 2009 · 2010 · 2011 · 2012 · 2013 · 2014 · 2015 · 2016 · 2017 · 2018 · 2019 · 2020
World Darts Championship (PDC)

1994 · 1995 · 1996 · 1997 · 1998 · 1999 · 2000 · 2001 · 2002 · 2003 · 2004 · 2005 · 2006 · 2007 · 2008 · 2009 · 2010 · 2011 · 2012 · 2013 · 2014 · 2015 · 2016 · 2017 · 2018 · 2019 · 2020 · 2021 · 2022 · 2023 · 2024 · 2025
World Darts Championship (WDF)

2022 · 2023 · 2024
World Seniors Darts Championship (WSDT)

2022 · 2023 · 2024 · 2025